# Serrat d'en Gou
El Serrat d'en Gou és una serra situada al municipi de Mieres a la comarca de la Garrotxa, amb una elevació màxima de 330 metres.